# Hyalinobatrachium fleischmanni
Hyalinobatrachium fleischmanni es una especie  de anfibios de la familia Centrolenidae.

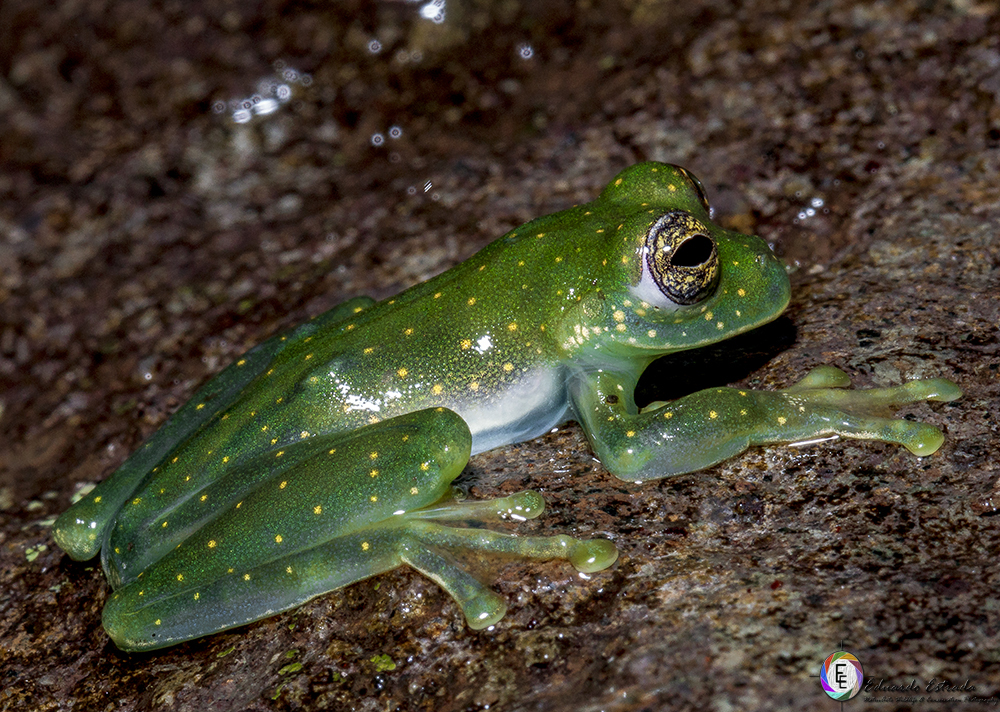
Rana de Cristal, (Hyalinobatrachium fleischmanni), Chicá, Campana, Panamá

## Distribución geográfica
Se encuentra en el sur de México, Belice, Costa Rica, El Salvador, Guatemala, Honduras, Nicaragua, Panamá, Colombia y Ecuador. 

## Estado de conservación
Se encuentra amenazada de extinción por la pérdida de su hábitat natural.